# El palco
El palco (La loge) es una pequeña pintura al óleo (80 x 63,5 cm) realizada por Pierre-Auguste Renoir en 1874. Es considerada una de las obras maestras del impresionismo. Forma parte de la colección del Courtauld Institute of Art en Londres.
Muestra una escena cotidiana de la vida nocturna parisina decimonónica: una elegante pareja burguesa exhibiéndose en un palco de la ópera o el teatro, muestra del interés de los impresionistas en el espectáculo de la vida moderna contemporánea. Escenas de palcos fueron también plasmadas por Edgar Degas, Mary Cassat o Eva Gonzales.
La joven, en primerísimo plano, mira al espectador, implicándolo en la escena. Ella es Nini Lopez (conocida como Gueule de Raie, 'cara de raya' (pez)), una amiga que posará varias veces para Renoir. Detrás, Edmond Renoir, hermano del pintor,  no presta atención al espectador sino que dirige sus binoculares al público en busca de un rostro familiar, tal vez una alusión al hecho de que en la época la ópera y el teatro eran más bien escenarios donde la burguesía se dejaba ver, socializando más que atendiendo a la representación.
Renoir ya había estado trabajando en estrecha armonía con Monet en La Grenouillère pero en este caso no hizo ningún esfuerzo especial a la innovación impresionista, como el que podría dar la impresión de un teatro por el tratamiento de la luz. Tampoco tiene ningún escrúpulo en utilizar el color negro, ante el que la teoría impresionista fruncía el ceño, usándolo en el frac de Edmond y sus binoculares y en las rayas del vestido y el abanico de Nini. El encanto femenino brilla en los ojos, la boca móvil y delicada piel de la mujer fuertemente iluminados contrastando con el rostro masculino de Edmond en la sombra. 
A pesar de la belleza y el carácter lujoso la obra no encontró comprador y Renoir se la ofreció a su marchante Le Père Martin por 425 francos. Él se mantuvo firme en no tomar menos ya que era la cantidad exacta que necesitaba para pagar el alquiler debido y no tenía otro recurso. Nini en el palco fue el primero de la larga serie de retratos de Renoir llenos de un encanto inimitable.